# Lo Wei
Lo Wei (Jiangsu, 12 december 1918 – Brits Hongkong, 20 januari 1996) was een Hongkongs filmregisseur en acteur. Hij was vooral bekend voor zijn films The Big Boss en Fist of Fury met Bruce Lee, en New Fist of Fury met Jackie Chan.

## Loopbaan
Lo Wei begon zijn carrière als acteur tijdens de Tweede Wereldoorlog. Hij verhuisde na de oorlog naar Hongkong. In de jaren 1960 begon hij zijn carrière als regisseur en werd werkzaam voor de filmstudio Shaw Brothers, waarvoor hij verschillende films regisseerde. Rond 1970 sloot hij zich aan bij Golden Harvest, waarvan hij een van de pijlers werd. Zo regisseerde hij de eerste film van het bedrijf, The Invincible Eight. Vervolgens regisseerde hij The Big Boss, die de doorbraak was van Bruce Lee. Daarna volgde een tweede film met Bruce Lee, Fist of Fury.
In 1975 verliet hij Golden Harvest om zijn eigen productiebedrijf op te richten, Lo Wei Motion Picture Company. Na de dood van Bruce Lee gaf Lo Jackie Chan zijn eerste kans op het grote toneel en regisseerde hem in New Fist of Fury in 1976, als onderdeel van de Bruceploitation-rage. Zijn productiebedrijf was actief tot 1977-78, vanwege zware kostenbesparende maatregelen nadat Jackie Chan een contract tekende bij Golden Harvest.
Lo heeft in meer dan 135 films geacteerd, meer dan 60 films geregisseerd, meer dan 30 films geschreven en meer dan 45 films geproduceerd. Lo zou in verband zijn gebracht met de Chinese georganiseerde misdaad, de Triades.
Lo stierf op 20 januari 1996 aan hartfalen.